# Momar Njie
Momar Njie (ur. 26 sierpnia 1975 w Chamenn) – gambijski piłkarz występujący na pozycji obrońcy.
W reprezentacji Gambii zadebiutował 16 lutego 2003 w przegranym 0:1 towarzyskim meczu z Nigerią. W latach 2003–2007 w drużynie narodowej rozegrał pięć spotkań.